# Бейзіл Сідні
Бейзіл Сідні (англ. Basil Sydney; 23 квітня 1894 — 10 грудня 1968) — англійської актор, знявся більш ніж в 50 фільмах, з них найпомітніші — роль Клавдія в фільмі Лоуренса Олів'є 1948 року «Гамлет». Він також з'явився в таких класичних фільмах, як «Острів скарбів» (1950), «Айвенго» (1952) і «Навколо світу за вісімдесят днів» (1956), але переважно вистапал в театрі як у Великій Британії так і в США. Сідні домігся успіху, виступивши в 1915 році в п'єсі «Романтика» Едварда Шелдона в подвійній ролі священика і племінника священика, роль його партнерки виконувала зірка Бродвею Доріс Кін. У 1920 вони знялися в кіноверсії цієї п'єси. Вони одружилися в 1918 році. Кін відродила постановку «Рамантікі» в Нью-Йорку в 1921 році, Сідні зробив свій бродвейський дебют в постановці. Він залишився в Нью-Йорку протягом більше десяти років, граючи класичні ролі: Меркуціо в «Ромео і Джульєтта» (1922), Річард Даджен в «Учні диявола» (1923), головну роль в «Гамлеті» (1923), принц Хела в «Генріху IV» (частина I) (1926), і Петруччо в «Приборканні норовливої» (1927).
У 1925 році Сідні розлучилися з Дріс Кін, з якою перебував у шлюбі з 1918 року; чотири роки по тому, в 1929 році він одружився з актрисою Мері Еліс, і пара переїхала в Англію. Там він зосередився на роботі в кіно, менше приділяючи часу роботі в театрі. У 1940 році він одружився з англійською кіноактрисою Джойс Ховард; вони мали трьох дітей.
Бейзіл Сідні помер від плевриту в 1968 році у віці 73-х років.

## Фільмографія
- 1922 — Червона гаряча романтика
- 1954 — Пекло нижче нуля / (Hell Below Zero) — Бленд
- 1955 — Руйнівники гребель / (The Dam Busters) — сер Артур Гаріс